# Abdulnasser Al Obaidly
Abdulnasser Al Obaidly (Qatar, 2 ottobre 1972) è un ex calciatore qatariota, di ruolo centrocampista.

## Palmarès

### Club

#### Competizioni nazionali
- Qatar Stars League: 2

Al-Sadd: 1999-2000, 2003-2004
- Emir of Qatar Cup: 4

Al-Sadd: 1999-2000, 2000-2001, 2002-2003, 2004-2005
- Qatar Crown Prince Cup: 1

Al-Sadd: 2003

#### Competizioni internazionali
- Champions League araba: 1

Al-Sadd: 2001